# Крістофер Лі
Сер Крістофер Франк Карандіні Лі, CBE, CStJ (27 травня 1922, Бегравія, Вестмінстер, Англія — 7 червня 2015, Лондон, Велика Британія) — англійський актор театру, телебачення та озвучування, музикант, учасник Другої Світової війни. Кавалер британського лицарського ордену Британської імперії та королівського лицарського ордену святого Іоанна.
Найбільше запам'ятався у ролі різноманітних лиходіїв у кіно. Лі спочатку грав лиходіїв і став відомим за роль графа Дракули в серії фільмів Hammer Horror. Не менш відомими у його кіноакторській кар'єри стали ролі Франциска Скараманга у фільмі "Чоловік із золотим пістолетом" (1974), Лорда Саммерайла з «Плетена людина» (1973), Графа Дуку у трьох частинах «Зоряних війнах» і Сарумана у кінотрилогії «Володар Перснів» та тригології фільмів Хоббіт. Він також знімався у п'яти фільмах за авторством Тіма Бертона: Сонна лощина (1999), Труп нареченої (2005), Чарлі та шоколадна фабрика (2005) та Похмурі тіні (2012). Крістофер Лі мав визначні ролі в таких фільмах як Прокляття Франкенштейна (1957), Дракула (1958), Повість про два міста (1958), Гремліни 2 (1990), Хранитель часу (2011) та інші. Лі вважає що його найважливіша роль у своїй кар'єрі — засновник Пакистану Мухаммед Алі Джинна в біографічному фільмі «Джинна» (1998)
До початку акторської кар'єри, служив у Повітряних силах Великої Британії у ролі солдата-розвідника у складі 260-го дивізіону ПСВЛ під час Другої світової війни, працюючи також в Управлінні спеціальних операцій Великої Британії. Звільнився з війської служби у 1946 разом зі званням флайт-лейтенанта. Актор також впродовж 1986 та 1998 займався музичною діяльністю та працював над декількома музичними альбомами, таких як Charlemagne: By the Sword and Cross та Charlemagne: The Omens of Death. Лі виконав ролі у 266 фільмах з 1948 року, що зробило його рекордсменом світової Книги рекордів Гіннеса, він був посвячений у лицарі на честь Дня народження Королеви в 2009 році.

## Біографія
Лі народився в Белгравії, Вестмінстер, Англія, син підполковника Джеффрі Троллоп Лі 60-й Королівський стрілецький корпус і його дружини графині Естель Марі (до шлюбу Карандіні ді Сарзано). Мати Лі була знаменитою «едвардіанською» красунею, яка була зображена на картинах сера Джона Лавері, а також Освальда Берлі і Олівії Снелл, і позувала для скульптора Клер Шерідан. З материнського боку прадід Лі був італійським політичним біженцем.

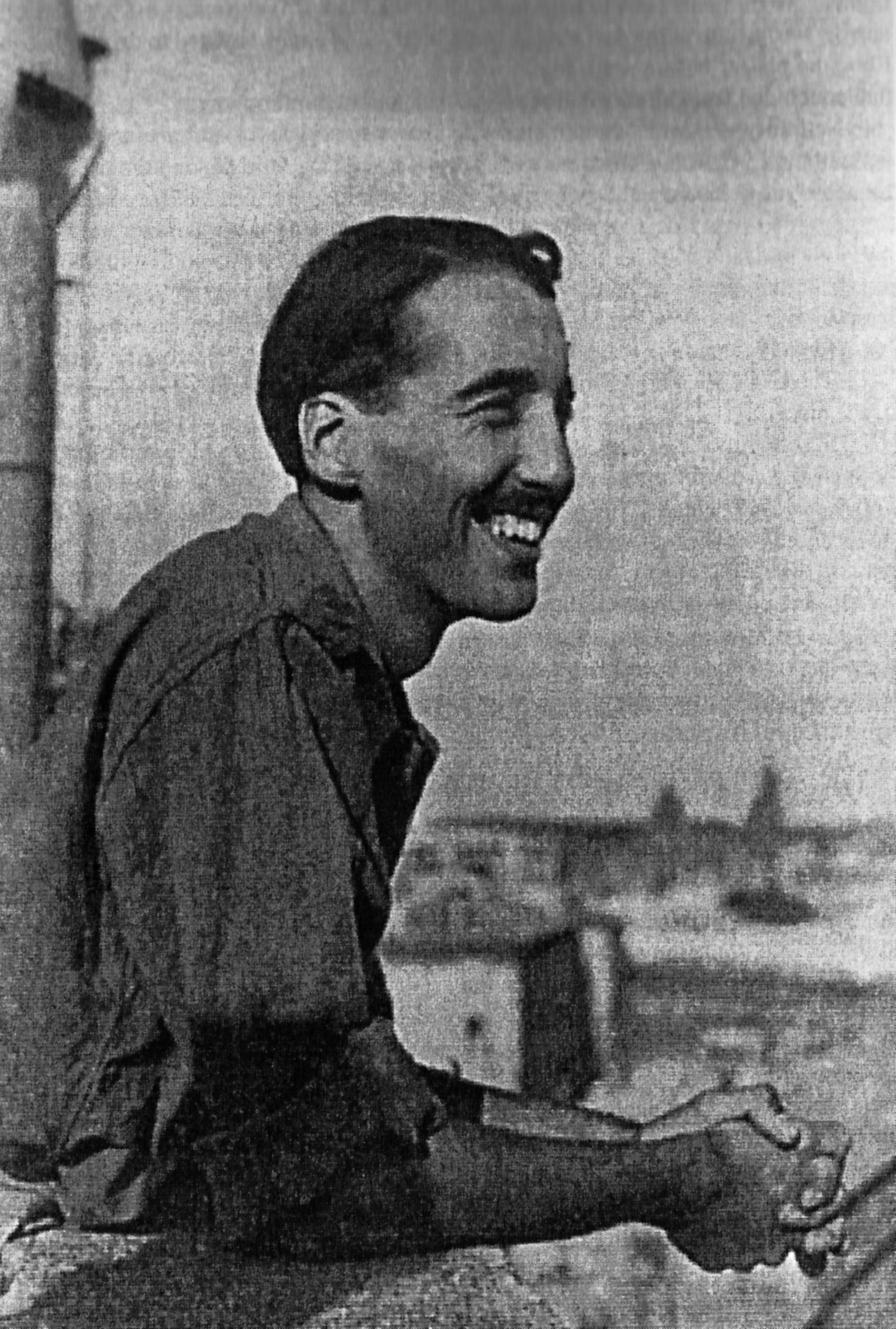
Лі у Ватикані, 1944 рік

Його батьки розлучилися, коли він був дуже малий, мати взяла його і його сестру до Швейцарії. Після вступу в Академію Міс Фішер у Венгені, він зіграв свою першу лиходійську роль — Румпельштильцхен. Згодом родина повернулася до Лондону, де Лі відвідував приватну школу Вагнера. Його мати взяла шлюб з Харкортом Роузом, банкіром і звідним кузеном Яна Флемінга, автора романів про Джеймса Бонда. Лі намагався безуспішно отримати стипендію в Ітоні, хоча йому і потрібно було зіграти лиходія, через присутність автора містичних оповідань M. Р. Джеймса. Лі пізніше стверджував у своїй автобіографії, що Джеймс не помітив дуже виразну особистість, шістдесят років потому Лі грав роль M. Р. Джеймса для Бі-Бі-Сі. Замість цього, Лі вступив до Веллінгтонського Коледжу, де він виграв стипендію для вивчення класичного мистецтва.

## Участь у Другій світовій війні

Крістофер Лі в молодості

Лі зголосився боротися за Фінські сили під час Зимової війни проти СРСР у 1939 році, однак, як він написав у автобіографії, він і його товариші, британські добровольці, у Фінляндії були тільки два тижні і далеко від російських сил увесь цей час. Він продовжував служити в Королівських ВПС і спецслужбі під час Другої світової війни. Він тренувався в Південній Африці як льотчик, але проблеми з зором змусили його залишити це заняття. Врешті-решт він опинився в Північній Африці, як шифрувальник 260-ї ескадрильї Королівських ВПС і пройшов з нею через Сицилію та Італію. Крім того, він згадував (у тому числі в його звуковому коментарі до Володаря перстнів на DVD), що брав участь у спеціальних операціях. Лі пішов з КВПС Великої Британії після закінчення війни в званні лейтенанта.

## Початок кар'єри
У 1946 році Лі отримав семирічний контракт з Rank Organisation після обговорення його інтересу до акторства з троюрідним братом його матері — Ніколо Карандіні, італійського посла. Карандіні пов'язані з Лі через його прабабцю — Марі Карандіні, яка була успішною співачкою, факт, якого Лі не знав. Він дебютував у готичному романі Теренса Янга «Коридор дзеркал» у 1947 році.
Також в 1947 році, Лі з'явився в екранізації «Гамлета» Лоуренса Олів'є, як носій списів (це перший фільм з частим партнером по фільмах і близьким другом Лі, Пітером Кашингом, який грав Осріка). Протягом наступного десятиліття, він знявся майже в 30 фільмах.
Перший фільм Лі для Hammer був «Прокляття Франкенштейна» (1957), в якому він зіграв монстра Франкенштейна, з Кашінгом у ролі Барона. Трохи пізніше, Лі знявся з Борисом Карлоффим у фільмі «Коридори крові» (1958), але поява Лі у ролі чудовиська Франкенштейна, і призвело до його першої появи як трансильванського вампіра у фільмі 1958 року «Дракула» (відомий як «Жах Дракули» в США).
Існують різноманітні історії, чому Лі не фігурує у фільмі-продовженні «Наречені Дракули». Деякі вважають, що Хаммер не бажав платити Лі його поточної ставки, але звичайно вважається, що він просто не хотів бути актором однієї ролі. Лі, однак, повернувся до ролі у фільмі «Дракула: Князь пітьми» в 1965 році. Роль Лі відрізняється тим, що він не має ліній, тільки шипіння — його шлях через плівку. Знову ж таки існують різні версії причин для цього: Лі заявляє, що він відмовився від «бідних» діалогів, що він отримав, але сценарист Джиммі Сангстер стверджує, що сценарій не містив жодних ліній для цього персонажу. Цей фільм є стандартом для більшості сіквелів «Дракули» в тому сенсі, що час роботи половини фільму було витрачено на розповідь про воскресіння Дракули, а появи персонажа були короткими. Лі зробив офіційну заяву, що його практично «шантажували» в Hammer, щоб він грав головну роль в наступних фільмах; не можуть або не бажають платити йому звичайну ставку, вони будуть нагадували йому про те, як багато людей залишаться без роботи, якщо він не братиме участі.
У фільмах «Дракула повстав з могили» (1968), «Смак крові Дракули» (1969) і «Шрами Дракули» (1970) Граф дуже мало чого робив, але ці ролі були комерційно успішними. Хоча Лі, можливо, не подобалося те, що Hammer робить з його героєм, в усьому світі аудиторія сприйняла фільми позитивно, і вони зараз вважаються класикою жанру. Лі знявся в ще двох фільмах про Дракулу для Hammer на початку 1970-х, вони намагалися внести характер до сучасної епохи, але не були комерційно успішними.
Інша робота Лі для Hammer — «Мумія» (1959). Це була одна з найкращих ролей Лі, попри те, що він був в змозі передати емоції тільки через очі. Лі також зображує Распутіна у фільмі «Распутін, божевільний чернець» (у дитинстві Лі зустрів вбивцю Распутіна, Фелікса Юсупова) і сера Генрі Баскервіля в «Собака Баскервілів» (1959). Лі пізніше грав самого Холмса в 1962 році в «Шерлок Холмс і смертоносне намисто», і повернувся до фільмів про Холмса у фільмі Біллі Вайлдера «Приватне життя Шерлока Холмса» (1970), в якому він грає брата Шерлока, Майкрофта.
Як і Кушінг, Лі також з'явився у фільмах жахів і для інших компаній протягом 20-річного періоду з 1957 по 1977 рік. Інші фільми, в яких знімався Лі включає серію фільмів про Фу Манчу, знятих між 1965 і 1969, в якому він знявся в ролі лиходія у східному гримі; «Я, монстр» (1971), в якому він зіграв Джекіла і Хайда, «Повзуча плоть» (1972) і його улюблена «Плетена людина» (1973), в якій він зіграв Лорда Саммерайла. Лі був запрошений для останньої ролі сценаристом Ентоні Шаффером і, напевно, надав свої послуги безкоштовно, оскільки бюджет був дуже малий. Лі також з'явився в фільмі «Юджені» (1970), не підозрюючи, що він був порнофільмом, а секс-сцени знімалися окремо.

## Пізні роки
З середини 1970-х Лі уникав ролей у жахах майже повністю. Ян Флемінг, автор шпигунських романів про Джеймса Бонда і його звідний кузен, запропонував йому роль головного антагоніста в першому фільмі про Бонда — Доктор Ноу. Лі з ентузіазмом сприйняв це, але виробники вже обрали Джозефа Вайзмана на цю роль. 1974 року Лі, нарешті, отримав роль лиходія у фільмі «Чоловік із золотим пістолетом».
У 1978 році Лі здивував багатьох людей його готовністю до жартів, з'явившись як гість на NBC у «Saturday Night Live».
У 1979 році він зіграв німецького офіцера, капітана Вольфганга фон Кляйншмідта у фільмі «1941» (режисер Стівен Спілберг).
У 1982 році Лі з'явився у фільмі «Повернення капітана Непереможного». У цьому фільмі, Лі грає фашиста, що планує позбавитися в Америці (а потім, у всьому світі) від усіх «небілих». Лі також співає дві пісні у фільмі («Name Your Poison» і «Містер Північ»), що написані Річардом О'Браєном і Річардом Гартлі (який написав «The Rocky Horror Picture Show» сім років тому).
Лі зіграв останню роль на сьогоднішній день як Шерлок Холмс у 1991 році — «Подія біля водоспаду Вікторія», і у 1992 році — «Шерлок Холмс і зірка оперети».
У 1994 році Лі зіграв російського коменданта у стрічці «Поліцейська академія 7: Місія в Москві».
У 1998 році Лі знявся в ролі Мухаммеда Алі Джинна, засновника сучасного Пакистану, у фільмі «Джинна». Говорячи про свою улюблену роль в кіно на прес-конференції в Брюсселі кінофестивалю Fantasy, він заявив, що його роль в «Джінна» є найкращою.
Лі був претендентом на роль комікс-лиходія Магнето в екранізації популярної серії коміксів «Люди Ікс», але він програв роль Яну Маккеллену.
У нього було багато телевізійних ролей, у тому числі Флей на BBC у серіалі, за романами Мервіна Піка, «Темне королівство» (2000), і Стефана Вишинського на CBS у фільмі «Іоанн Павло Другий» (2005). Він грав Великого Магістра Тамплієрів на BBC у екранизації роману Вальтера Скотта «Айвенго» (1997The Heavy (film))

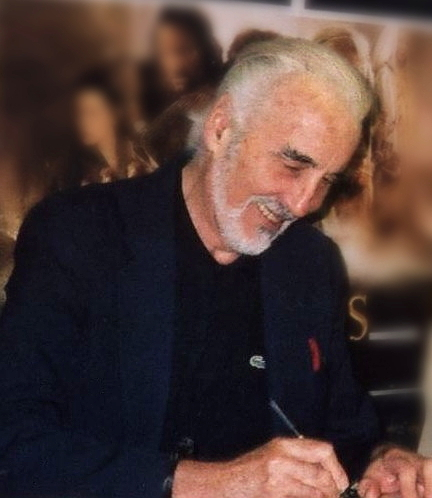
Лі в Забороненій планеті, New Oxford Street, підписує «Дві вежі»

Лі знявся в ролі Сарумана у «Володар перснів» (у коментарі Лі заявляв, що це було багаторічною мрією грати Гендальфа, але що тепер він був дуже старий, і його фізичні обмеження завадили йому зніматися. Роль Сарумана, навпаки, не вимагає верхової їзди і набагато менше бойових дій. Роль Гендальфа зіграв Ян Маккеллен, а Лі грав Сарумана). Лі зустрічав Толкіна одного разу (що робить його єдиною людиною у «Володарі перснів», що це зробила) і мав звичку читати романи принаймні один раз на рік. Його появу скоротили у випуску третього фільму, внаслідок чого Лі має прохолодні стосунки з Пітером Джексоном. Однак, сцена була відновлена в розширеному виданні.

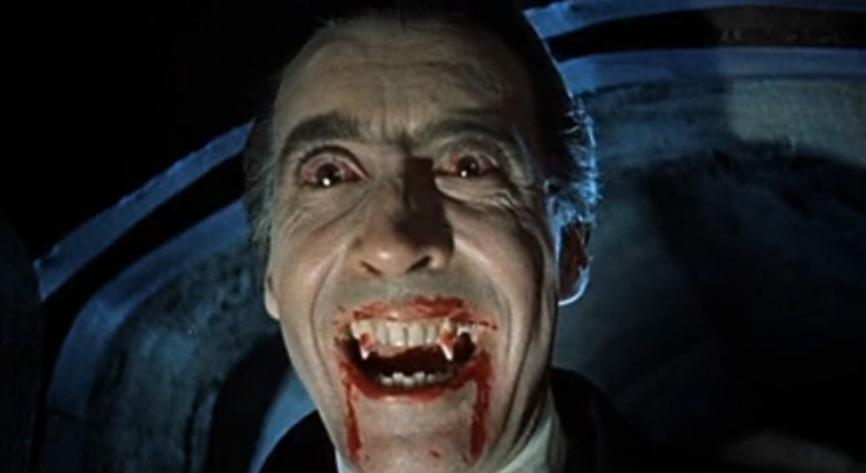
Кадр із «Дракули» (1958), виробництво Hammer Horror

«Володар перснів» поклав початок відродженню кар'єри Лі, яка продовжується у «Зоряних війнах. Епізод II. Атака клонів» (2002) і «Зоряних війнах. Епізод III. Помста ситхів» (2005), в якому він зіграв графа Дуку, ім'я нібито обране з урахуванням найвідомішого героя Лі — графа Дракули. Його автобіографія стверджує, що він зробив багато фехтування у фільмі самостійно. Його добрий друг і частий партнер, Пітер Кашінг, зображується такого ж крижаного Вілхуффа Таркіна у стрічці «Зоряні війни. Епізод IV. Нова надія».
На додаток до більш ніж десятка художніх фільмів разом Hammer Films, Amicus Productions та іншими компаніями, Лі і Пітер Кашінг з'явилися в «Гамлеті» (1948) і «Мулен Ружі» (1952), хоча і в окремих сценах, а в окремих частинах «Зоряні війни». Останній проєкт, який об'єднав їх, був документальний фільм «Плоть і кров: спадщина жахів Hammer» (1994). Це був останній раз, коли вони бачили один одного, оскільки Кушінг помер через два місяці. Хоча вони часто грали смертельних ворогів на екрані: Лі — графа Дракули, Кушінг — професора Ван Хельсинга, вони були близькими друзями в реальному житті.
Лі з'явився на обкладинці альбому «Band On The Run» групи Крила разом з іншими людьми (у тому числі Майкл Паркінсон, кіноактор Джеймс Коберн, чемпіон світу з боксу Джон Конте і телеведучий Клемент Фрейд).
Лі є одним з улюблених акторів Тіма Бертона і знявся в багатьох його фільмах. У нього була маленька роль бургомістра у фільмі Сонна лощина. 2005 року Лі озвучив персонаж Пастор Galswells у мультфільмі «Труп нареченої» зіграв роль у переосмислення Бертона класичної казки Роальда Даля «Чарлі і шоколадна фабрика» суворого стоматолога, батька Віллі Вонки — доктора Уілбур Вонка.
У 2007 році Лі співпрацював з Бартоном у «Суїні Тодд: демон-перукар з Фліт-стріт», грає дух жертв Суїні Тодда, Ghost Джентльмен поряд з Ентоні Хедом, і зі співом «Балада Суїні Тодда», його репризи і епілог. Ці пісні були записані, але в кінцевому підсумку скорочені, оскільки режисер Тім Бертон вважає, що пісні були занадто театральні для фільму. Поява Лі була повністю вирізана з фільму.

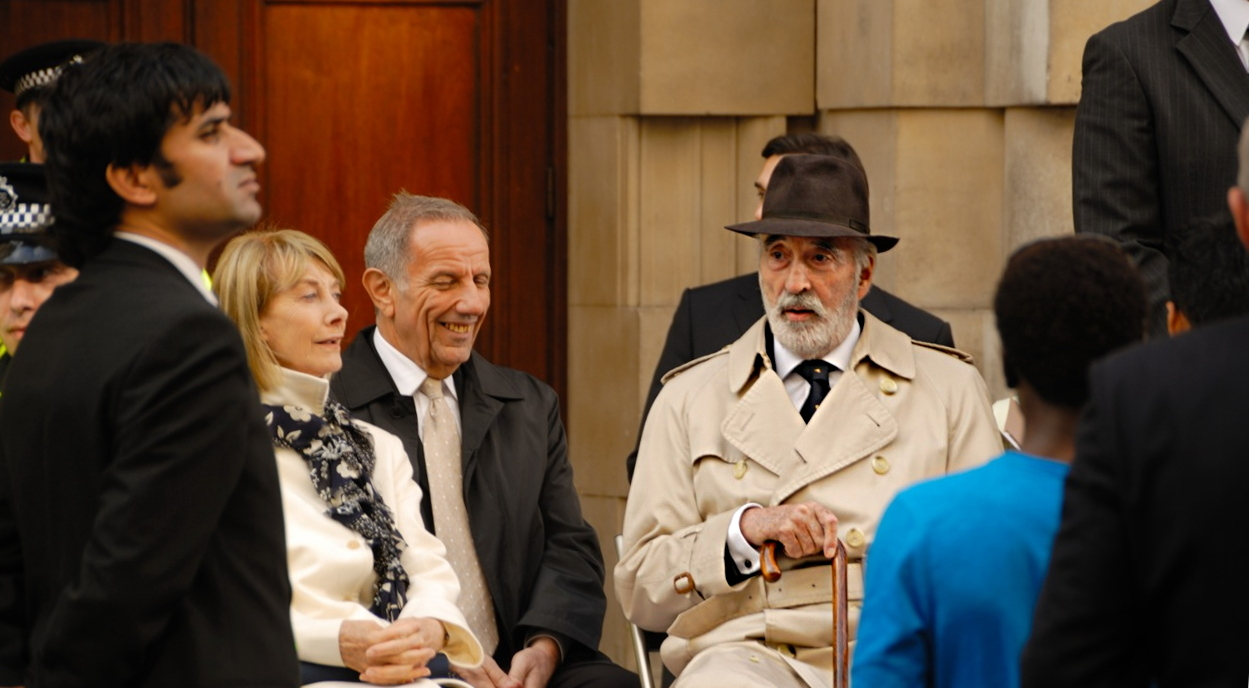
Знімання The Heavy, 2007

У 2010 році Лі співпрацював в четвертий раз, граючи Бурмоковта в адаптації Бертона класичної книги Льюїса Керролла «Аліса в країні чудес» поряд із Джоні Деппом, Хеленою Бонем Картер і Енн Гетевей. Хоча це було тільки пару рядків, Бертон говорив, що він відчував, що Лі дуже підходить для знакових персонажей, тому що він є «знаковим хлопцем» Також у 2009 році, Лі знявся в Стівена Полякова у британській драмі «Славні 39» з Джулі Крісті, Ромола Гарай і Девід Теннант.
2010 рік також був плідним для Лі, з ролями в «Резидент» поряд з Гіларі Свонк і в «Час відьом» з Ніколасом Кейджем.
У лютому 2011 здобув нагороду BAFTA «за значні досягнення у кінематографі».

## Голосові роботи
Своїм класично тренованим голосом Лі співає у «Плетеній людині». Він також співає пісню-закриття у фільмі жахів «Жартівник». Його найпомітнішим музичним твором у фільмах, однак, з'являється в дивній комедії «Повернення капітана Непереможного» (1983), в якому Лі виступає з піснею «Ваше ім'я — Отрута», написаною Річардом О'Брайеном
У 1980-х у розпал італо-диско, Лі співав у «Маленькій Відьмі» Кеті Джо Дейлор.
Лі виконував свою роль як Саруман у відеоігри «Володар перснів: Битва за Середзем'я» разом з іншими акторами з фільмів.
Він вільно говорив англійською, італійською, французькою, Іспанською і німецькою, і помірно володів шведською, російською і грецькою. Він був оригінальним голосом Тора в німецько-данському анімаційному фільмі «Вальхалла» і Короля Хаггарда в «Останньому Однорозі» англійською та німецькою.
Лі змішував два різнорідних жанри музики, виконуючи варіацію важкого металу на тему пісні Тореадора з опери «Кармен» з групою Inner Terrestrials. Лі розповідав і співав для данської музичної групи The Tolkien Ensemble. Лі також виступив як оповідач для італійської симфонічної фантазії пауер-метал групи Rhapsody of Fire. Він оповідає кілька треків в альбомі, а також співає дуетом з вокалістом Фабіо Ліоні.
Близько тридцяти років після ролі у фільмі «Чоловік із золотим пістолетом», Лі озвучив голос Скараманга у відеогрі «GoldenEye: Rogue Agent».
У 2005 році Лі озвучив голос пастора у мультфільмі «Труп нареченої» (режисер Тім Бертон і Майк Джонстон). Він також служив як читець у мультфільмі «Жах перед Різдвом», поема написана також Тімом Бертоном.
У 2007 році Лі читав стенограму «Діти Хуріна» по Дж. Р. Р. Толкієну для аудіокниги-версії роману.
Лі виконував свою роль граф Дуку у анімаційном фільмі «Зоряні війни: Війни клонів».
Лі співав для симфонічного «металу». Концепція альбому називається «Карл». Він вийшов 15 березня 2010 року.
Лі працював з Manowar, коли вони записували нову версію свого першого альбому, Battle Hymns. Новий альбом, Battle Hymns 2011 вийшов 26 листопада 2010 року.

## Досягнення
У 2001 році Лі був призначений командувачем Ордена Британської імперії (CBE) Королевою Єлизаветою II і посвячений у лицарі на День народження Королеви у 2009 році Принцом Чарльзом . Лі був названий «найбільш маркетинговою зіркою у світі 2005 року» згідно з опитуванням газети USA Today, три фільми, де він з'явився, в США зібрали 640 млн $.

## Особисте життя

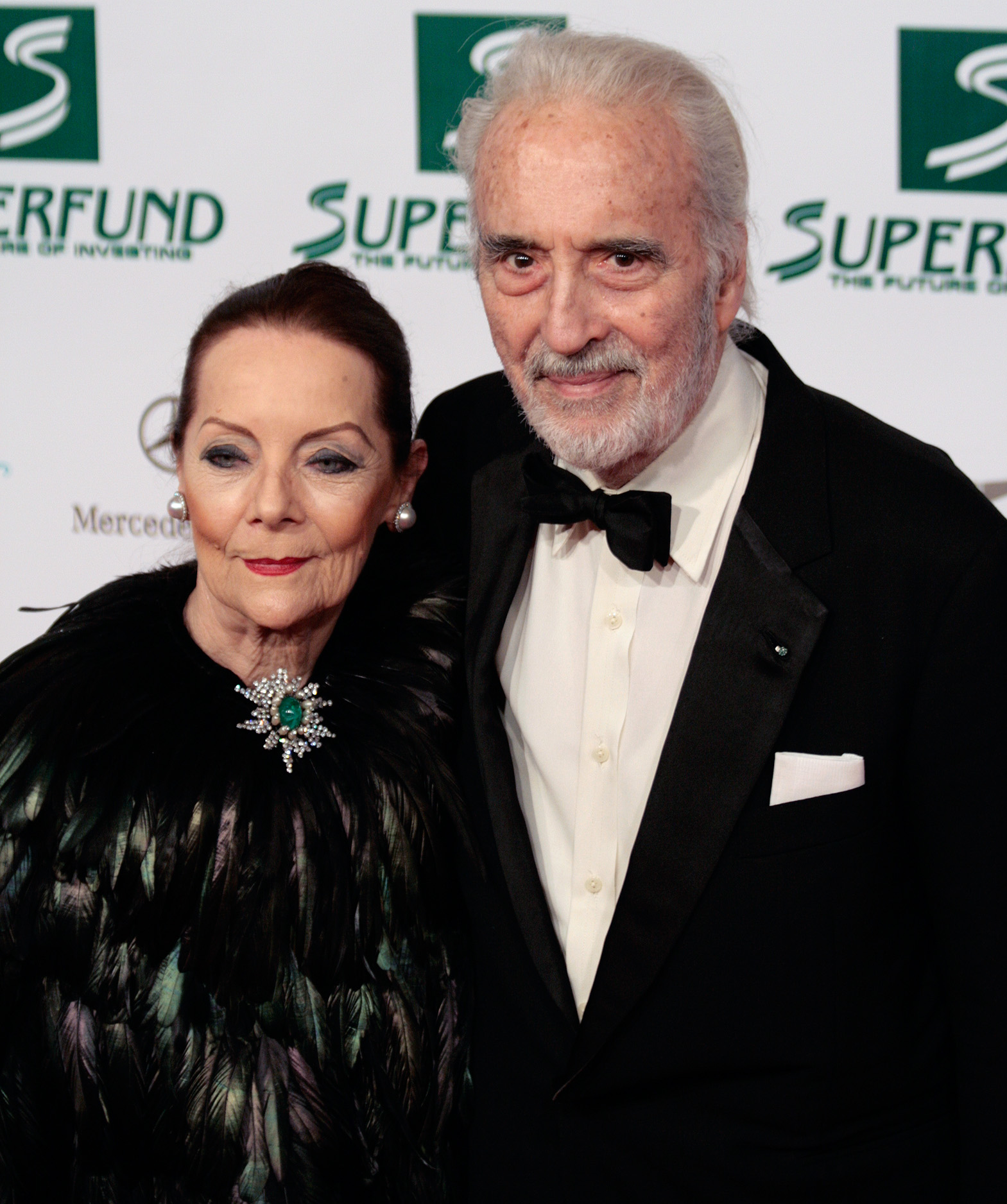
Лі зі своєю дружиною Біргіт Кронке Лі

Карандіні, предкам Лі з материнської сторони, було дано право носити герб Священної Римської імперії до часів імператора Фрідріха Барбаросси. Cinemareview цитує: «Кардинал Консалві був папським державним секретарем часів Наполеона і був похований на Пантеоні в Римі поруч з художником Рафаелем. Його портрет висить у Віндзорському замці».
Лі — звідний двоюрідний брат Яна Флемінга, автора шпигунських романів про Джеймса Бонда.
Він був одружений з данською моделлю Біргіт «Gitte» Кронке Лі з 1961 року. У них є дочка на ім'я Христина Еріка Карандіні Лі. Він також дядько британської акторки Гаррієт Волтер.
Лі мав давню особисту зацікавленість в окультних науках, він мав бібліотеку з більш ніж 12000 книг, які значною мірою присвячена цій темі. Це питання обговорюється у його автобіографії «Високий, темний і жахливий».
Лі був прихильником британської Консервативної партії.
У 1999 році Лі підтвердив, що він втратив дюйм у висоту і в наш час[коли?] його зріст — 6 футів 4 в (1,93 м).

## Фільмографія
Крістофер Лі назвав «Плетену людину» найкращою стрічкою, з фільмів у яких він знімався.

## Книги
- Крістофер Лі. Казначейство терору, Pyramid Publications, 1966
- Кімната жахів Крістофера, Souvenir Press, 1974
- Крістофер Лі. Архіви терору, Warner Books, том I, 1975; Том 2, 1976
- Високий, темний і жахливий (автобіографія), W. H. Allen, 1977 і 1999
- Голова різдвяних веселощів (автобіографія, перероблене і доповнене видання Високий, темний і жахливий), Orion Publishing Group Ltd, 2004